# عمونيرا
عمونيرا أو أمونيرا هو ملك بيروتي قديم، حكم مدينة بيروت، في ظل تنامي الصراعات على النفوذ في الشرق الأوسط القديم بين المدن الفينيقية المجاورة أهمها جبيل ومع توسع نفوذ الفراعنة والبابليين والفرس.
ورد ذكر هذه الشخصية في ألواح رسائل تل العمارنة التي وجدت في مصر، التي تحوي مراسلات تمت بين ملوك جبيل والفرعون امينوفيس الرابع المعروف بأخناتون (مطلع القرن الرابع عشر ق.م.) ورد فيها اسم «بيروتا» وملكها «عمونيرا». ولفظة بيروتا هنا تعني البير/البئر جمع الآبار والينابيع، يعادلها في الأكادية «بورتو» وهو من الجذر نفسه للفظة بير في اللغات الشرق أوسطية.
ورسائل العمارنة (أو مسارد تل العمارنة أو أرشيف العمارنة)، التي وحد فيها ذكر ملك بيروت عمونيرا، هي عبارة عن مجموعة كبيرة من الرُقم الطينية المكتوبة باللغة الأكادية (البابلية) والخط المسماري التي وجدت في أرشيف قصر الملك المصري إخناتون (أمنحوتب الرابع) في مقر حكمه (أخت أتون) تل العمارنة في مصر.

## قائمة مراسلات عمونيرا وإخناتون ضمن قائمة رسائل تل العمارنة
قائمة رسائل تل العمارنة، تبين رمز الرسالة حسب التصنيف الدولي، والمرسل والمستقبل، مجموع الرسائل 379 من الرُقم الطينية المكتوبة باللغة الأكادية، بعض الرسائل غير واضحة وبعض الأسماء لم يكشف عن هويتها التاريخية حتى الآن، كما وجدت بعض النصوص المثيولوجية في الأرشيف أيضاً.
رسائل تل العمارنة أو أرشيف العمارنة، هي مجموعة كبيرة من الرُقم الطينية المكتوبة باللغة الأكادية (البابلية) والخط المسماري التي وجدت في أرشيف قصر الملك المصري إخناتون (أمنحوتب الرابع) في مقر حكمه (أخت أتون) تل العمارنة في مصر.
| رمز    | من                                     | إلى     |  |
| ------ | -------------------------------------- | ------- |  |
| EA 141 | امونيرا (Ammunira)/ ملك بيروت (Beruta) | الفرعون |  |
| EA 142 | امونيرا (Ammunira)/ ملك بيروت (Beruta) | الفرعون |  |
| EA 143 | امونيرا (Ammunira)/ ملك بيروت (Beruta) | الفرعون |  |

## لماذا ليس للفينيقيين ملوك بارزون على غرار الفرس والفراعنة والرومان
اعتمدت الحضارة الفينيقية على العنصر الملاحي البحري والتجارة والاكتشافات البعيدة والتعارف التجاري بين الشعوب، بشكل جماعي للشعب الفينيقي، كل مدينة على حدة، علاوة على التأثير والتوسع أو التناقح الثقافي سواء بين المدن الفينيقية أو على مستوى الشعوب والثقافات الأخرى، أكثر من اعتماد عنصر الغزو، ولهذا فهي حضارة عُرفت بانجازاتها الثقافية والابتكارية والملاحية أكثر ما عرفت بانجازات عسكرية أو امبراطوريات الملوك التوسعية. مثل ابتكار الأبجدية التي عوضت الهيروغليفية، وتطوير أسطول بحري مكنهم من اختراق ربوع البحر النتوسط، علاوة على تقنيات كثيرة مثل صهر المعادن وصناعة الزجاج وصباغة الثوب بالصدف البحرية، حتى لقبو بالأرجوانيين والتي تعني الفينيقيين.
هذا الاستثناء عند الفينيقين يختلف عند القرطاجين كحضارة متناقحة فينيقيا وشمال إفريقيا، حيث عرفت سطوع نجم هنيبعل بسب التهديد الروماني لقرطاج، وهو أول منحى عسكري صرف وبارز عُرف واشتهر في الكرونولوجيا الفينيقية/القرطاجية، وأبرز شخصية عسكرية/ملكية عرفت في الشريط الفينيقي-القرطاجي.

## وصلات خارجية
- موسوعة فينيقيا موسوعة شاملة للحضارة الفينيقية (بالأنجليزية).
- تاريخ الفنيقيين للحوراني على موقع شهادتنا
- الديانة الفنيقية على موقع يا صور